# Khaznadar
Khaznadar (també Khiznadar, de l'àrab khizana = tresor i el persa "dar" = tenir) era el nom assignat als tresorers en alguns governs musulmans, especialment a Egipte sota els mamelucs, quan fou exercit per militars; el nom es donava aleshores a qui exercia les funcions bé per compte del sultà o dels diferents amirs.
Un dels més coneguts fou Mustafà Khaznadar de Tunísia.